# Фуміхіко Макі
Фуміхіко Макі (яп. 槇 文彦) — видатний японський архітектор.

## Життєпис
Народився 6 вересня 1928 в Токіо. Закінчив Токійський університет у 1952, потім навчався в Академії мистецтв Кранбрук в Мічигані, де в 1953 здобув ступінь магістра. Згодом отримав ступінь магістра архітектури в Гарвардському університеті в (1954).

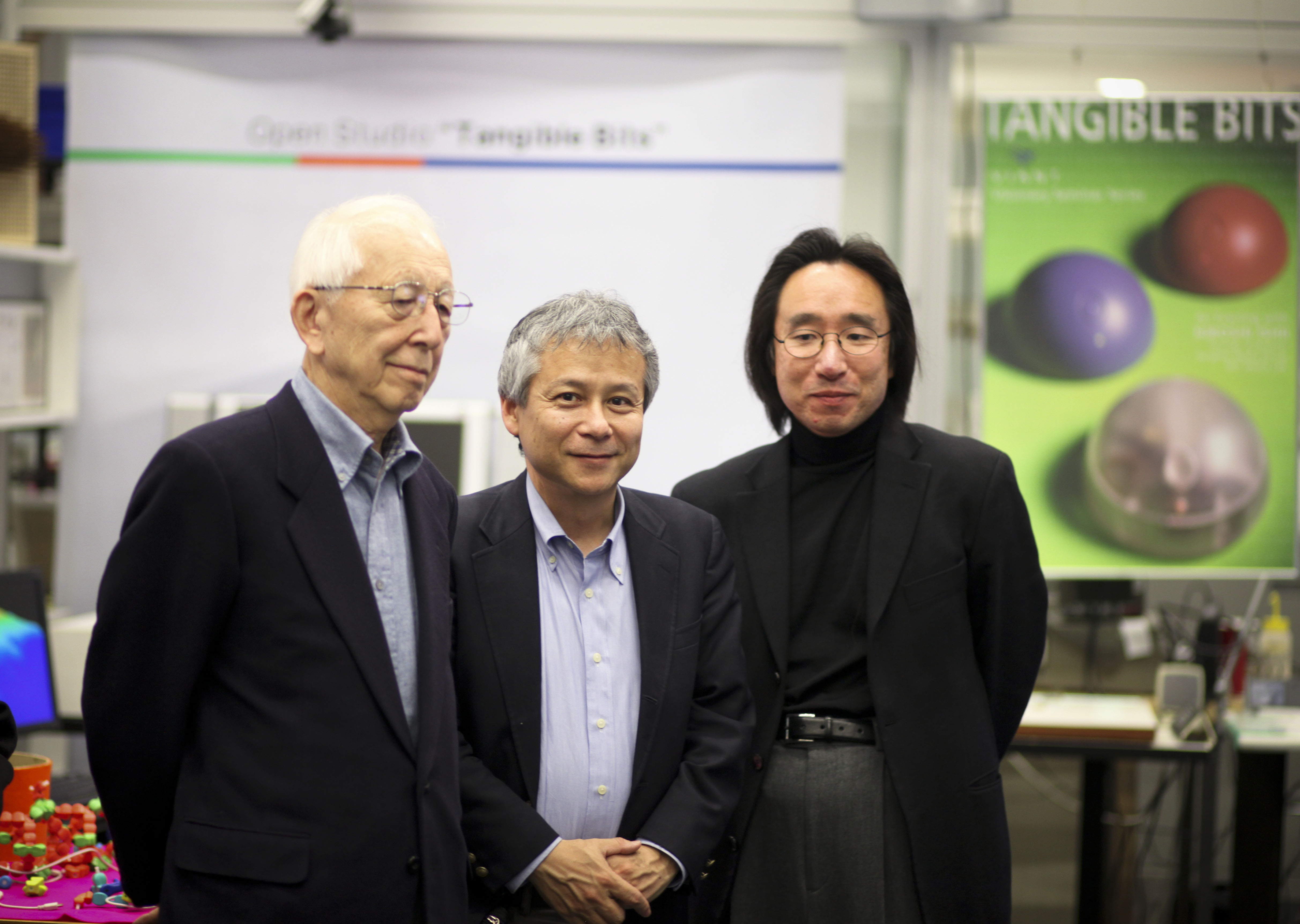
Фуміхіко Макі та Гарі Камемото зустрічаються з Хіросі Ішії, професором Медіа-лабораторії MIT (2010)

У 1956 він став доцентом архітектури у Вашингтонському університеті в Сент-Луїсі, де спроектував Центр мистецтв Стайнберґ-хол. Ця будівля залишалася його єдиною закінченою роботою в США до 1993, коли він закінчив Центр мистецтв «Єрба Буена» в Сан-Франциско.
У 1960 році повертається до Японії, де бере участь у формуванні групи «Метаболізм».
У 1965 заснував Maki and Associates.
У 2006 він повернувся до Вашингтонського університету, щоб спроектувати нову будівлю художнього музею Кемпера та Уокера.

## Творчість

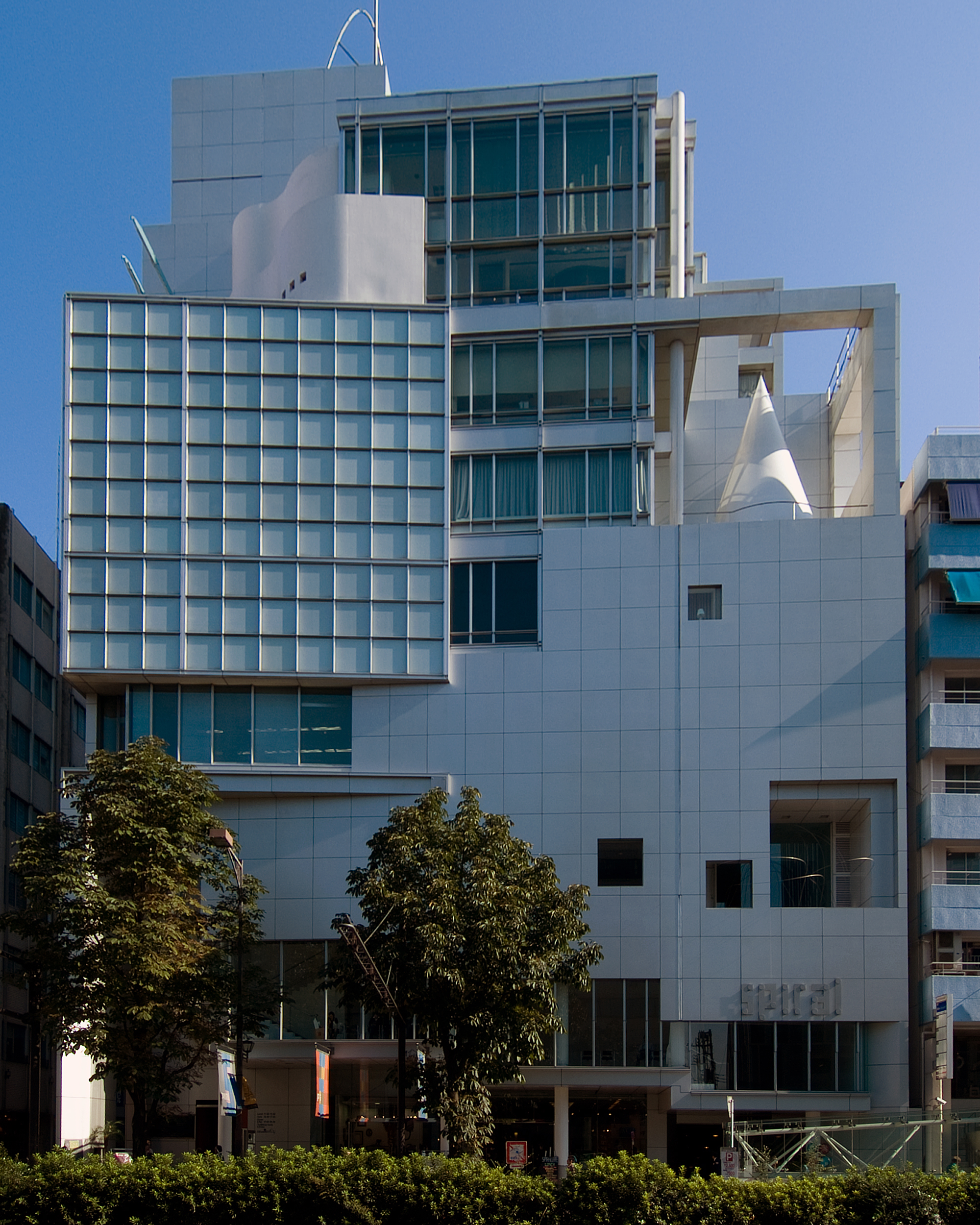
Спіраль у Токіо, 1985

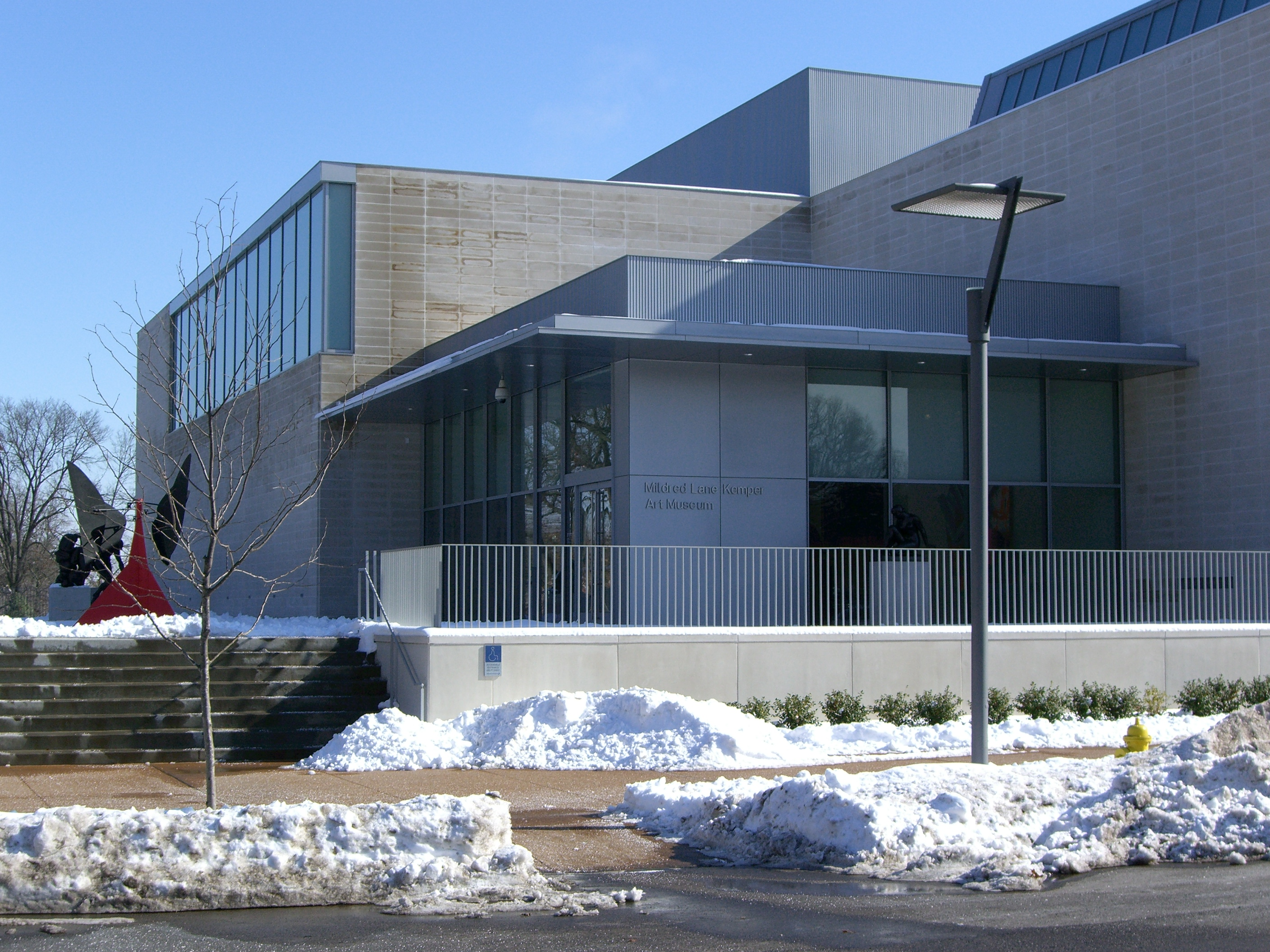
Художній музей Кемпера, Вашингтонський університет, Сент-Луїс, 2006

- Стайнберґ-хол, Вашингтонський університет в Сент-Луїсі (1960-ті, Сент-Луїс)
- Hillside Terrace (1969, Токіо)
- Робота над Expo'70, спільно з Кендзо Танге та іншими (1970, Осака)
- Міжнародна школа Сейнт Мері (St. Mary's International School) (1971, Токіо)
- Спортивний центр (1972, Такаїсі, префектура Осака)
- Спіраль (1985, Токіо)[10]
- Конференц-центр Макухарі (Makuhari Messe) (1989, Чіба)
- Університетське містечко Кейо (1990, префектура Канагава)[11]
- Токійський спортивний центр (1991, Сендагая, Токіо)
- Центр мистецтв Єрба Буена (Yerba Buena Center for the Arts) (1993, Сан-Франциско)[12]
- Крематорій Case-no-Oka (1997, Накацу)[13]
- Ансамбль Global Gate (2000—2006, Дюссельдорф)
- Офісна будівля пасьянсу (2001, Дюссельдорф)
- TV Asahi (2003, Токіо)[14]
- Республіканська політехніка (2006, Сінгапур)[15]
- Музей Сімане (2006, Ідзумо)[16]
- Музей мистецтв Кемпера і Уокера, Вашингтонський університет (2006, Сент-Луїс)[17]
- Делегація Ісмаїла Імамате (Delegation of the Ismaili Imamat) (2008, Оттава)[18]
- Площа 3 у кампусі Новартіса (2009, Базель, Швейцарія)[19]
- Центр державного управління Анненберга, Університет Пенсільванії (2009, Філадельфія)[20]
- Розширення медіа-лабораторії MIT до Массачусетського технологічного інституту (2009,Кембридж, штат Массачусетс)[21][22]
- 51 Astor Place (2013, Манхеттен, Нью-Йорк)[23]
- Вежа 4 нового Всесвітнього торгового центру (2013, Манхеттен)[24][25]
- Музей Ага-хан (Aga Khan Museum) (2014, Торонто)[26][27]

## Галерея

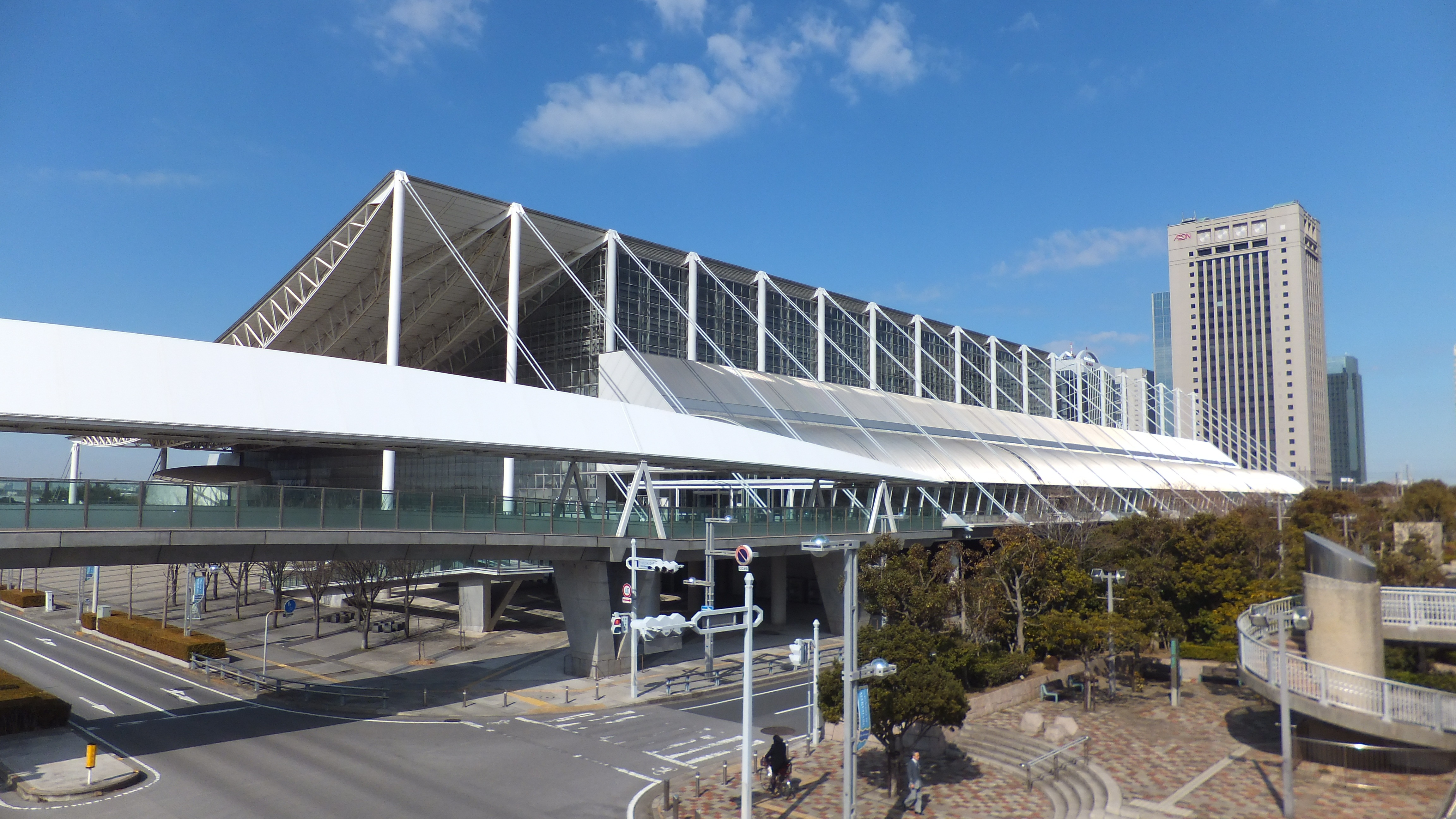
Конференц-центр Макухарі Месе (1989)
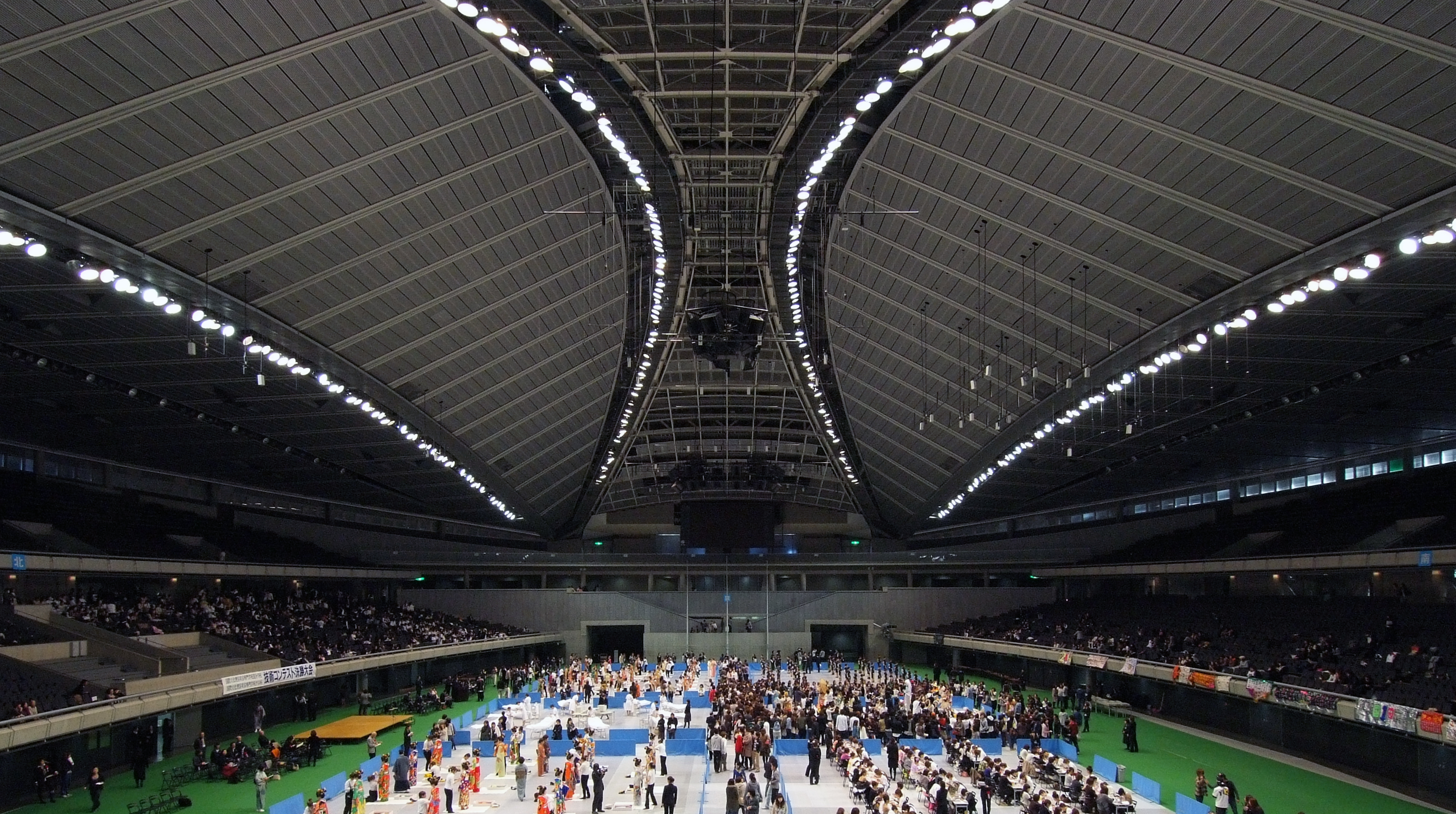
Токіо, столичний спортивний центр, Сендагай (1990)
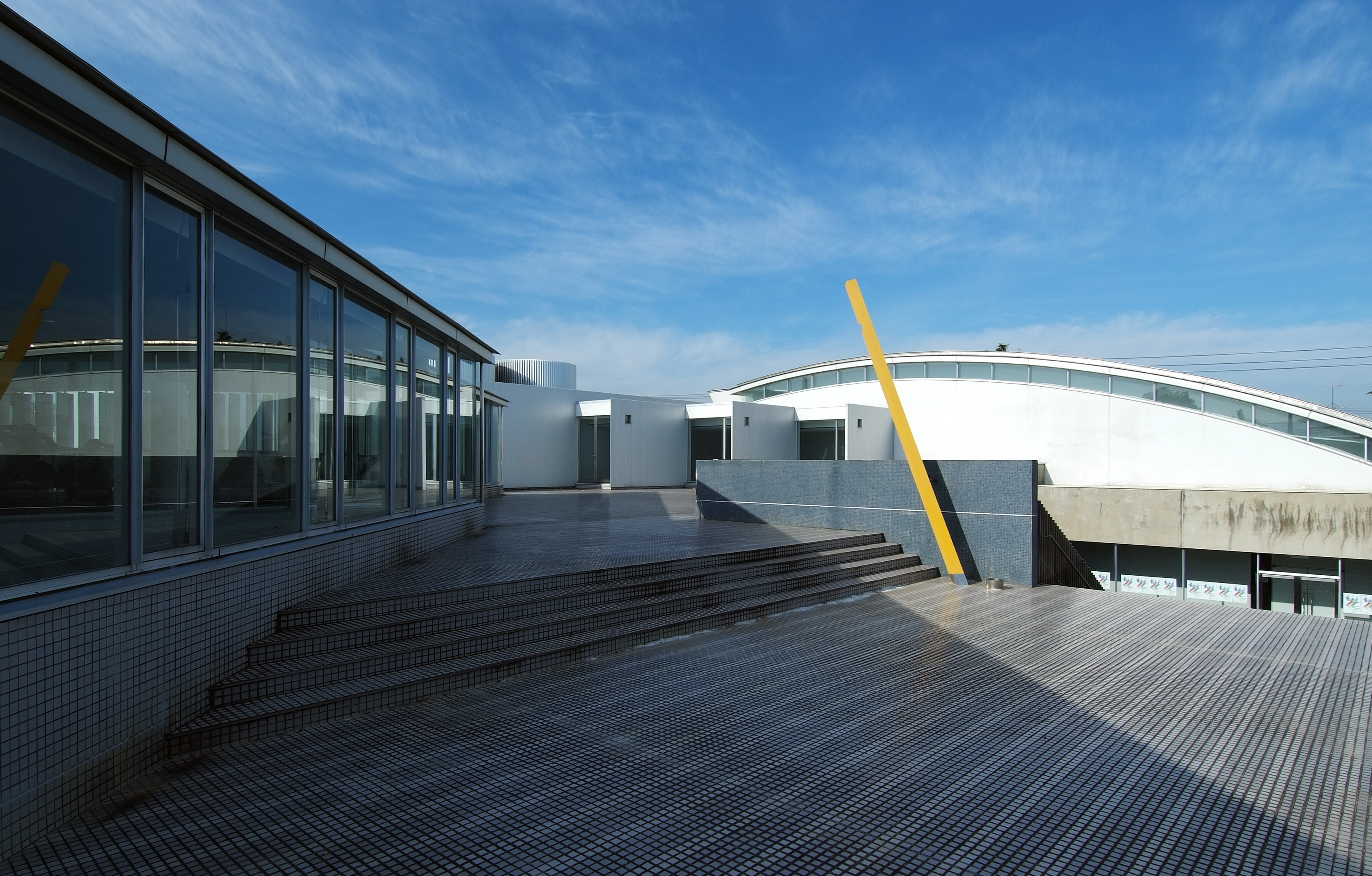
Бібліотека Накатсу Обата (1993)
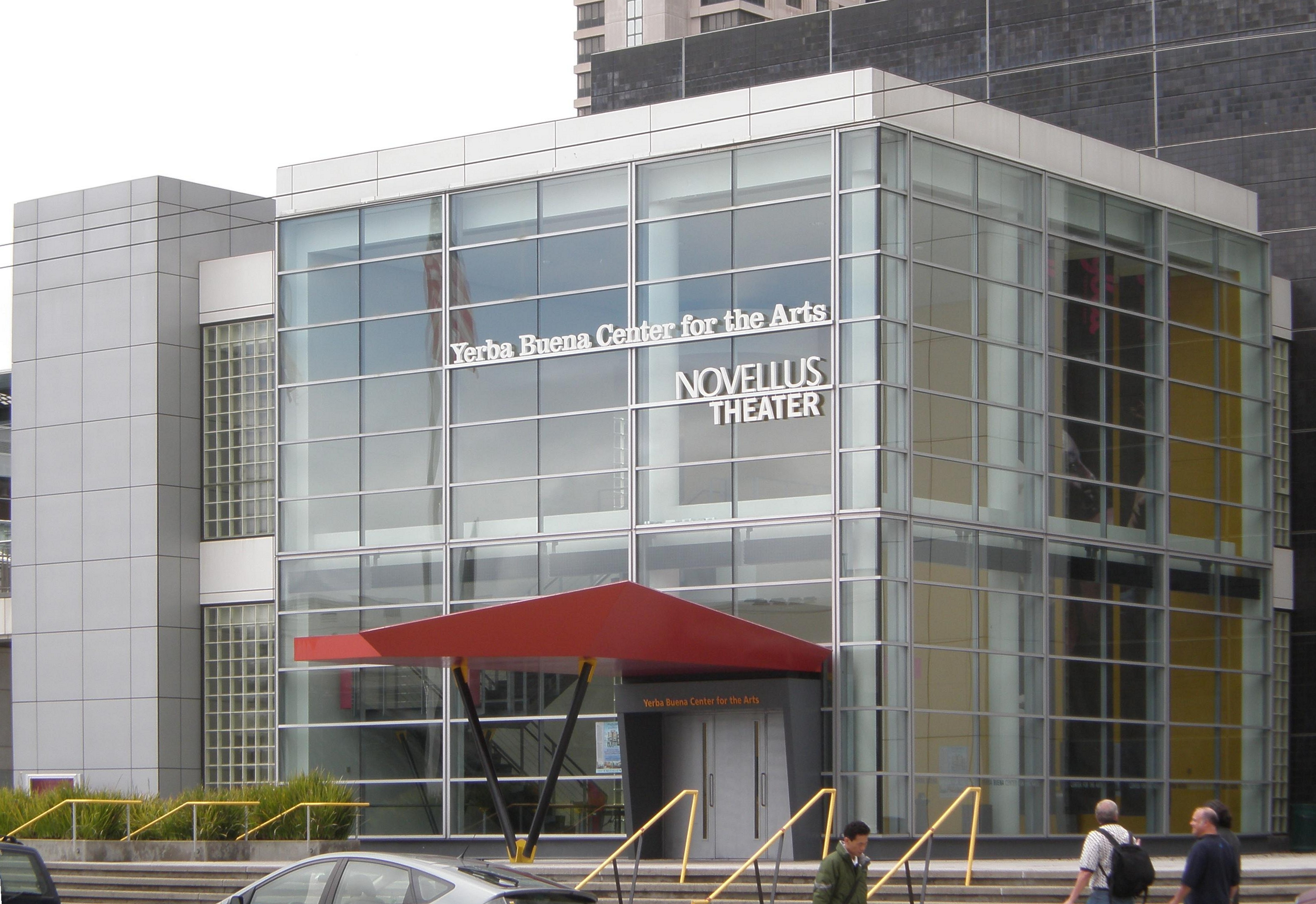
Центр мистецтв Єрба Буена (1993)
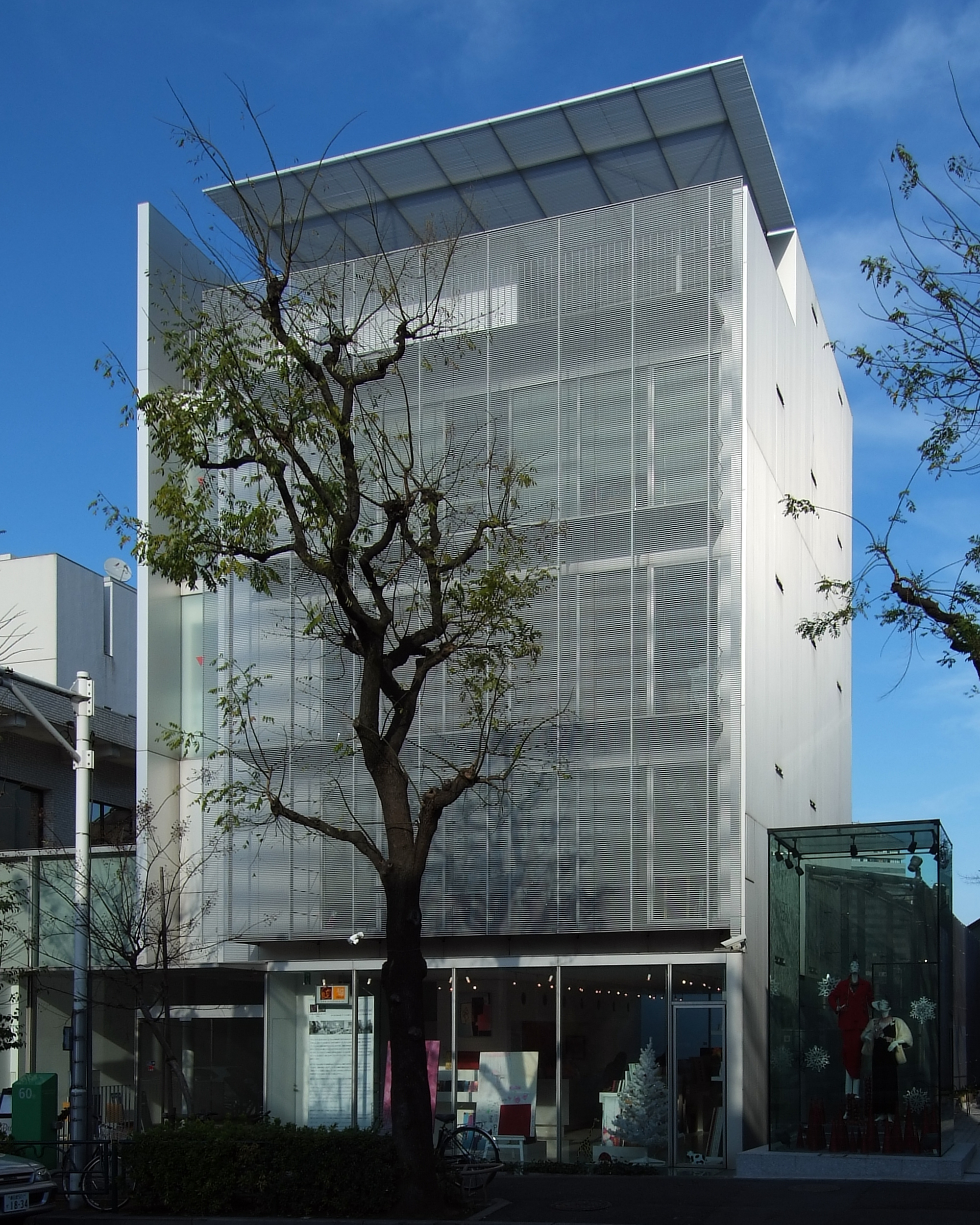
Хілсайд Уест  (1998)
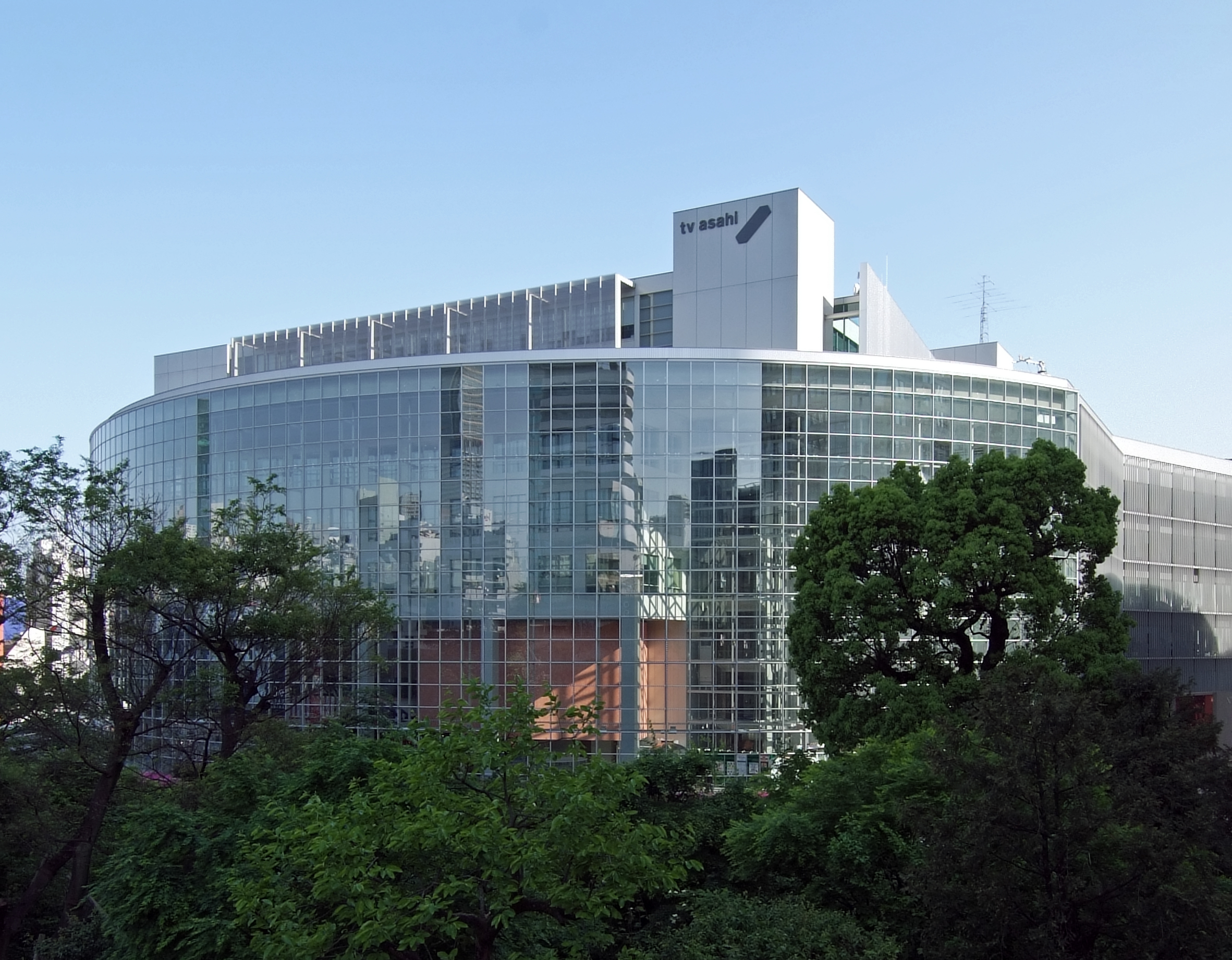
Штаб-квартира TV Asahi, Токіо (2003)
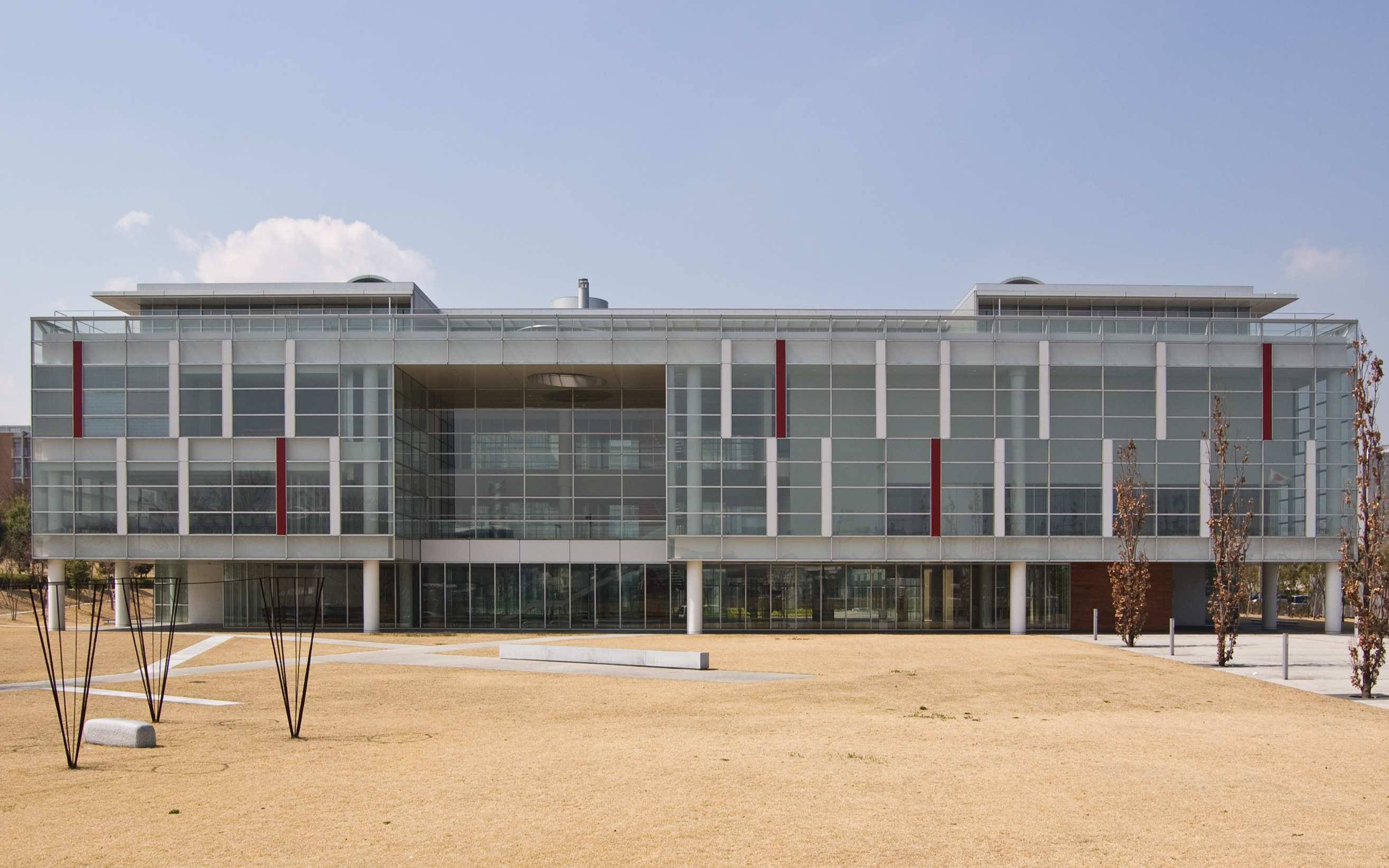
Національний інститут японської мови, Токіо (2005)
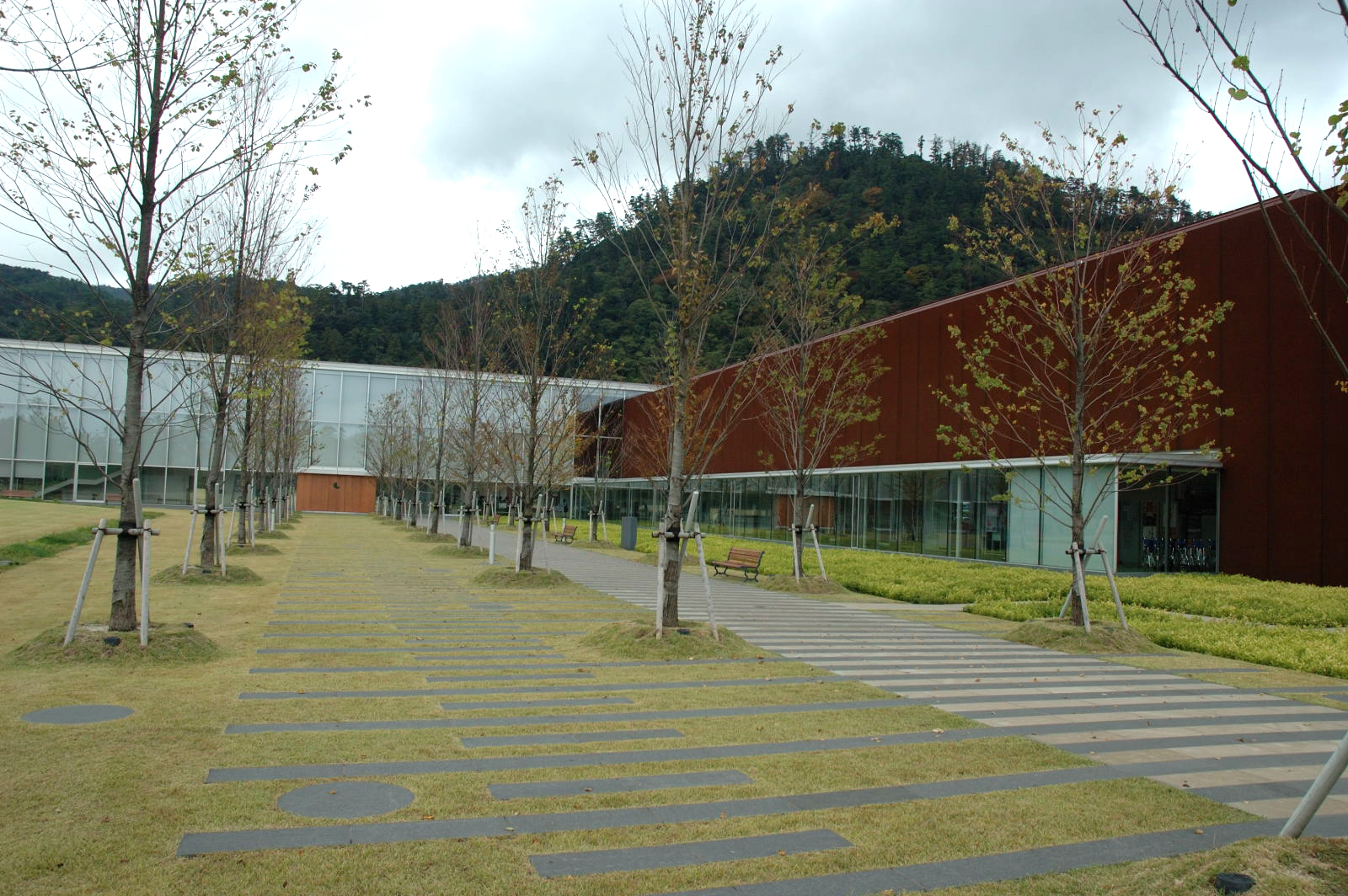
Музей древнього Ідзумо в Шімане (2006)
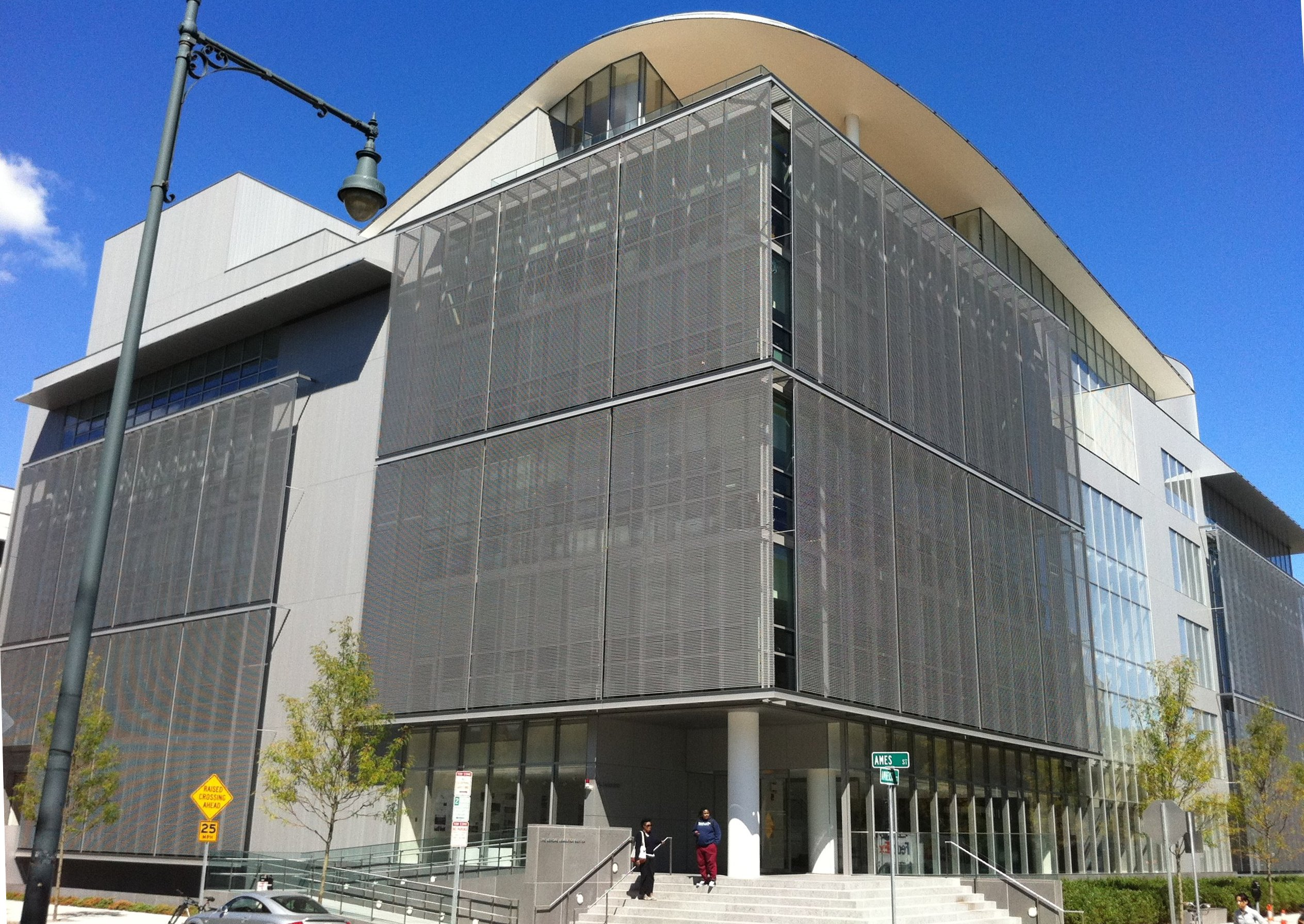
Розширення медіа-лабораторії MIT, Кембридж, штат Массачусетс (2009)
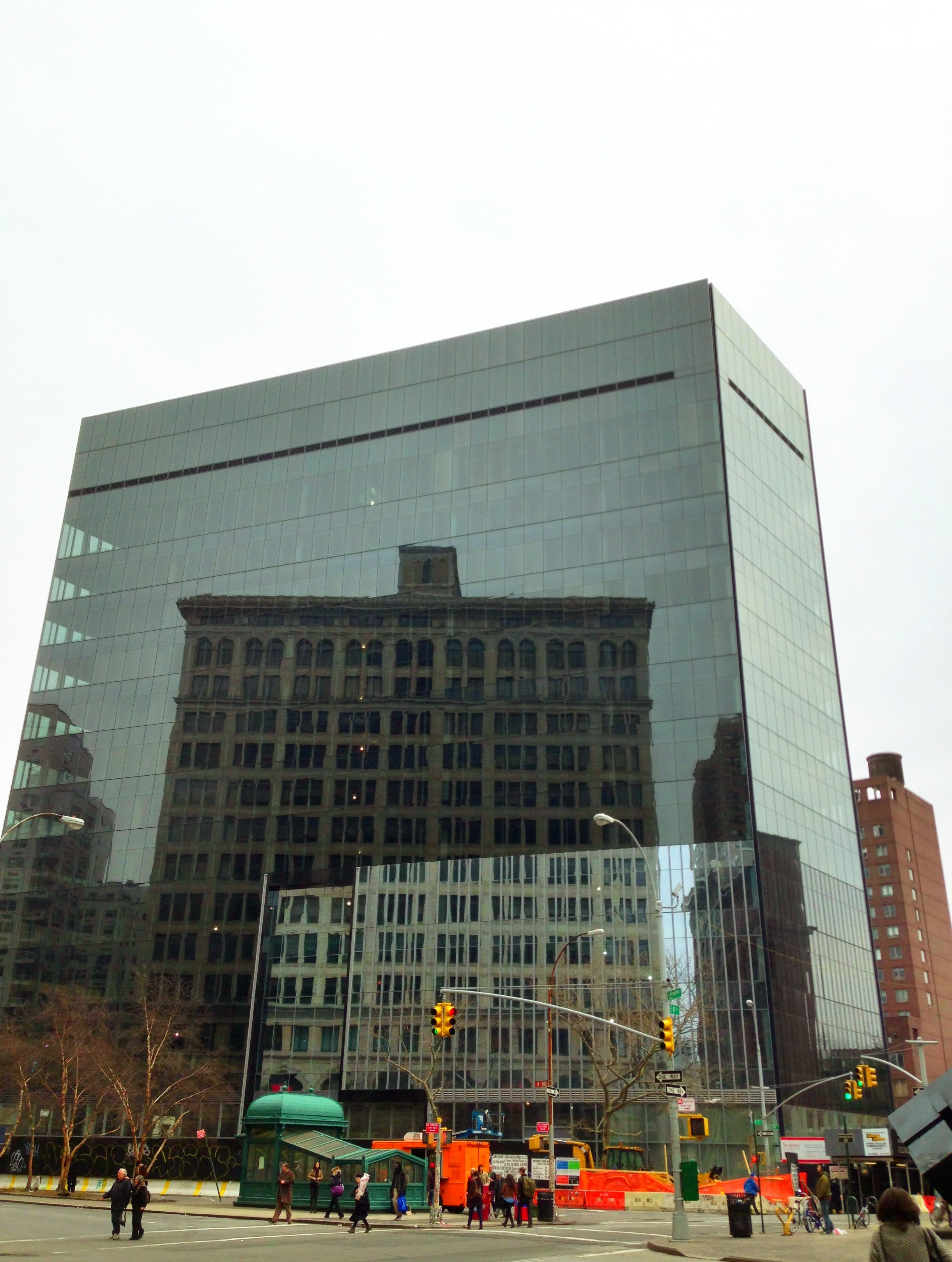
51 Астор Плейс, Манхеттен (2013)
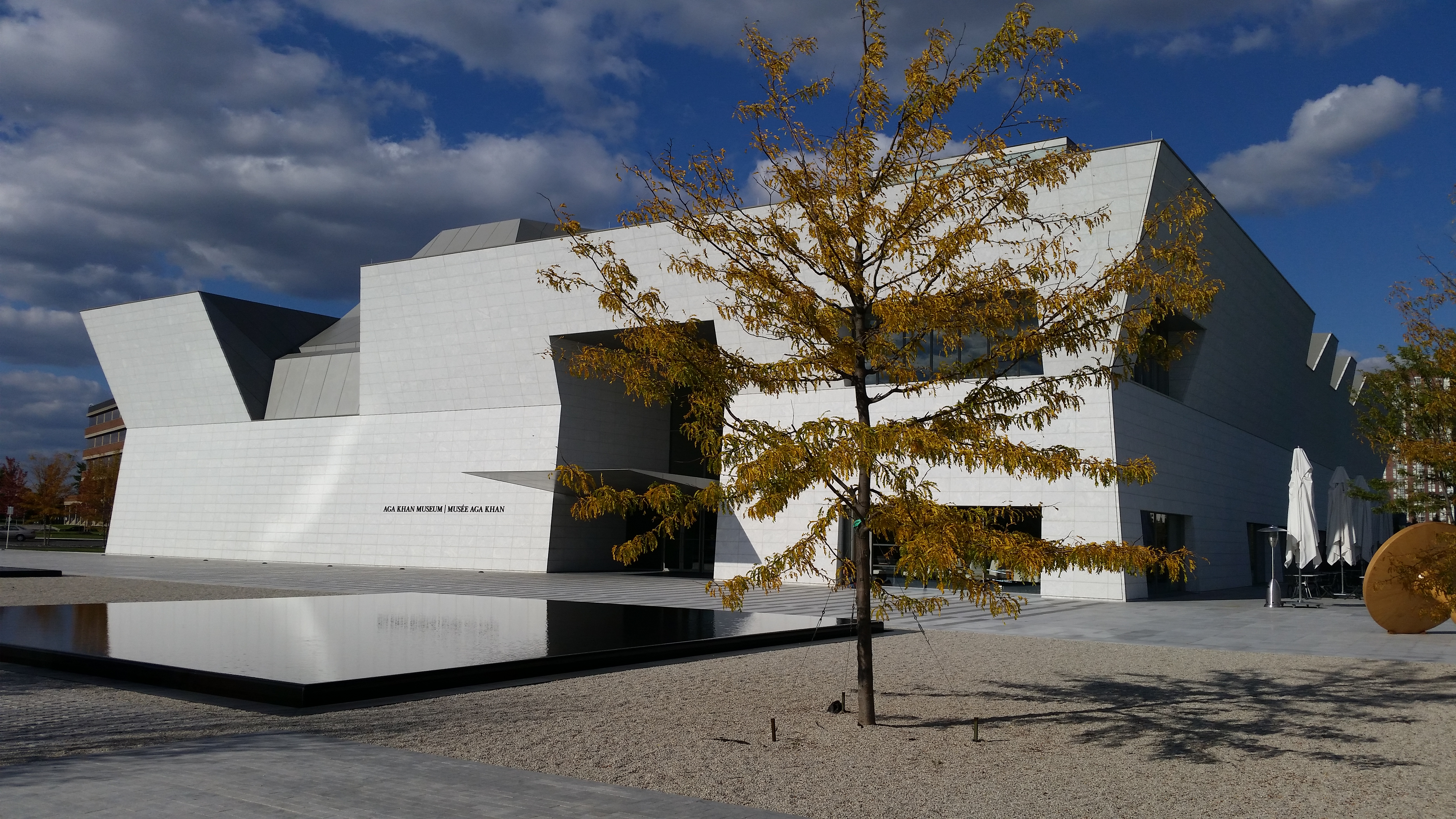
Музей Ага Хана в Торонто (2014)

## Визнання та нагороди
- 1988 — Премія Вольфа
- 1993 — Премія Прітцкера
- 1993 — Золота медаль Міжнародної спілки архітекторів
- 1999 — Praemium Imperiale для архітектури
- 2011 — Золота медаль Американського інституту архітекторів